# Кінтана-дель-Пуенте
Кінтана-дель-Пуенте (ісп. Quintana del Puente) — муніципалітет в Іспанії, у складі автономної спільноти Кастилія-і-Леон, у провінції Паленсія. Населення — 248 осіб (2010).
Муніципалітет розташований на відстані близько 190 км на північ від Мадрида, 28 км на схід від Паленсії.
На території муніципалітету розташовані такі населені пункти: (дані про населення за 2010 рік)
- Колонія-Мілітар-Інфантіль-Хенераль-Варела: 0 осіб
- Кінтана-дель-Пуенте: 248 осіб

## Демографія
Динаміка населення (INE ):